# Fire Lad
Fire Lad è un personaggio immaginario, un supereroe dell'Universo DC.

## Biografia del personaggio
Fire Lad è l'alias di Staq Mavlen del pianeta Shwar; da giovane inalò i vapori di una meteora in procinto di schiantarsi e ottenne l'abilità di respirare il fuoco. Può dare fuoco ad ogni tipo di combustibile, fondere ogni tipo di muri di metallo, bruciare le impurità chimiche e inviare segnali di fuoco. Tentò di entrare nella Legione dei Super-Eroi, ma respinto quando fu dichiarato "troppo pericoloso". Insieme ad altri respinti ai provini aiutò a formare la Legione degli Eroi Sostituti.
La forma dei suoi capelli (a forma di fiamma) non è un superpotere, ma solo il suo modo di portarli.
Fire Lad comparve nell'auto conclusivo Legion of Super Heroes, dove fu rappresentato in una maniera più comica. In questa storia rischiava di causare piccoli incendi ogni volta che starnutiva, e che guarda caso soffriva di allergie.
Nella storia "Superman e la Legione dei Super-Eroi" presente in Action Comics, Fire Lad e suoi compagni furono inviati a distrarre la rinnegata Justice League. Fire Lad sembrò avere un controllo maggiore sui suoi poteri, e fu in grado di raggiungere il punto di fusione dell'oro senza perdere il controllo. A differenza di prima, poteva tramutare i suoi capelli in fiamma quando utilizzava i suoi poteri.

## Altri media
Fire Lad comparve negli episodi Lightning Storm e The Sobstitute della serie animata Legion of Super Heroes, e in entrambe le occasioni non ebbe battute.
Nell'episodio Powerless! della serie animata Batman: The Brave and the Bold, Aquaman ebbe le sembianze di Fire Lad.